# 超级少女 (卡拉·佐·艾尔)
超级少女（英語：Supergirl，又译为女超人、超少女）是登場於DC漫畫和相关的影视作品中的虛構超級英雄。由Otto Binder和Al Plastino共同创作。本名為卡拉·佐-艾尔（英語：Kara Zor-El），超级少女同样也是DC漫画的标志性超级英雄超人的堂姐。
超级少女的形象首先出现在《动作漫画》#252，标题为“来自氪星的超级少女”（1959年5月发行）的故事中。从超级少女的漫画书首次出现，卡拉·佐-艾尔也就是超级女孩已被出現在与超人有关的各种媒体，包括商品，电视和电影。 然而，在20世纪80年代和现代漫画的革命中，超人漫画的编辑认为，人物的历史已经变得太复杂，并希望重塑超人作为“氪星的最后一个孩子”的形象。 超级女孩因此在1985年的《无限地球危机》期间被杀害，并且被撤回存在。 在危机后的几十年里，与超人无关的几个角色使用了别名“超级女孩”。
2004年，当DC Comics的高级副总裁兼执行主编Dan Diio与编辑Eddie Berganza和漫画书作家Jeph Loeb一起重新引入了《超人/蝙蝠侠》的故事情节“来自氪星的超级少女”时，卡拉·佐-艾尔回归了 。 该标题致敬原来角色在1959年的首次亮相。 作为当前的超级女孩，卡拉·佐-艾尔拥有她自己的每月漫画系列。在DC的2011年重新启动中，卡拉像大多数DC宇宙角色一样被重新改造。 直到2015年初，她在她自己的超级少女系列，以及《超人》等相关漫画中再次出现。DC也在2016年8月重新启动超级少女漫画系列作为其DC重启计划的一部分。

## 能力
和堂弟超人相同，在黃太陽照射下，卡拉具有超級力量、癒合因子、刀槍不入、超級聽力、飛行能力、眼部相關超能力如透視、熱視線等等。

## 其他媒體

### 电影
- 《女超人》（1984年）：由海伦·斯莱特饰演“女超人”卡拉·佐-艾尔
- DC擴展宇宙：由薩莎·卡勒饰演“超少女”卡拉·佐-艾尔
  - 《閃電俠》（2023年）
- DC宇宙：由米莉·愛考克饰演“超少女”卡拉·佐-艾尔
  - 《超人》（2025年）
  - 《超少女》（2026年）

#### 动画电影
- 《超人/蝙蝠侠：启示录》

### 電視劇
- 《超人前传》：由劳拉·范德沃特饰演化名“卡拉·肯特”的卡拉·佐-艾尔
- 綠箭宇宙系列劇集
  - 《女超人》：由梅莉莎·班諾伊飾演化名“卡拉·丹弗斯”的卡拉·佐-艾爾。